# Pigna
 Pigna (ligur nyelven Pìgna) egy olasz község Liguria régióban, Imperia megyében

## Földrajz

Pigna község Imperia megye térképén

Imperiától 62 km-re helyezkedik el. Folyója a Nervia.
A vele szomszédos települések Apricale, Castelvittorio, Isolabona, Rocchetta Nervina, Saorge (Franciaország) és Triora.

## Fordítás
- Ez a szócikk részben vagy egészben  a    Pigna című olasz Wikipédia-szócikk fordításán alapul.  Az eredeti cikk szerkesztőit annak laptörténete sorolja fel. Ez a jelzés csupán a megfogalmazás eredetét és a szerzői jogokat jelzi, nem szolgál a cikkben szereplő információk forrásmegjelöléseként.